# B'nai B'rith

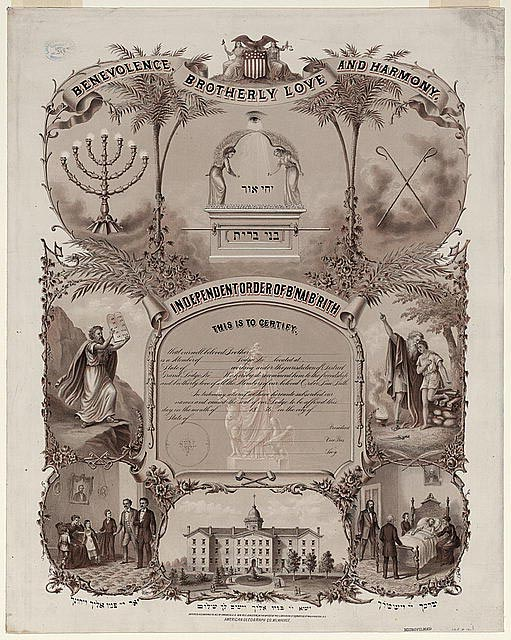
Certificat de membre du B'nai B'rith, 1876.

L’Ordre indépendant du B'nai B'rith (בני ברית, de l'hébreu : « Les fils de l'Alliance ») est la plus vieille organisation juive toujours en activité dans le monde. Calquée sur les organisations maçonniques, elle a été fondée à New York, le 13 octobre 1843, par douze personnes, dont Henry Jones et deux frères, juifs émigrés d'Allemagne, qui avaient appartenu à la Société des Frères (Brüder Bund) qui joua un certain rôle dans l'élaboration de la Première Internationale (Association internationale des travailleurs). Ils voulaient fonder un système d'entraide pour les juifs arrivant aux États-Unis et devant faire face à des conditions de vie difficiles.
C'est à partir de cette base, d'aide humanitaire et de services, qu'un système de loges et chapitres fraternels grandit aux États-Unis, puis dans le monde entier. 

B'nai B'rith International est également affilié au Congrès juif mondial.

## Bref rappel historique, description et buts
L'organisation est fondée en 1843 et sa première action concrète est la création d'une police d'assurance-décès attribuée aux membres. Ainsi les veuves recevaient une somme pour les frais funéraires, et une allocation d'un dollar par semaine pour le reste de leur vie. Chaque enfant recevait également une bourse et, pour les enfants mâles, l'assurance d'apprendre un métier.
La constitution adoptée par l'organisation en 1868 promeut quatre valeurs fondamentales du judaïsme : justice, amour fraternel, harmonie, bienfaisance. Les discussions politiques et religieuses sont prohibées au sein de l'organisation. Les premières missions que se donne l'organisation sont d'aider les immigrants juifs aux États-Unis, de défendre la communauté juive contre l'antisémitisme, de sauvegarder les valeurs du judaïsme et d'élever le niveau intellectuel et moral du peuple juif. Le succès est rapide dans une période où l'immigration juive est nombreuse : de 12 membres à la fondation en 1843, l'organisation passe à 10 000 membres en 1870, 22 800 en 1879 et 30 000 en 1902. En 1882, est créée la première loge en Europe, à Berlin.
En 1868, le B'nai B'rith mène son premier projet international de soutien aux communautés juives d'Afrique du nord et du Moyen-Orient en apportant un soutien financier à l'Alliance Israélite Universelle. En 1888, le B’nai B’rith fonde une loge à Jérusalem, la première organisation de langue hébraïque en Palestine.
L'organisation, qui a affirmé très tôt l'unité du peuple juif, est engagée dans une grande variété de services communautaires et d'activités de soutien, incluant la promotion des droits pour les communautés juives, l'assistance aux hôpitaux et aux victimes de catastrophes naturelles, la remise de bourses d'études aux étudiants juifs et la lutte contre l'antisémitisme.
Au début du XXe siècle, B'nai B'rith lance trois des organisations juives majeures toujours en activité aujourd'hui : La Ligue anti-diffamation (Anti-Defamation League, ADL), Hillel International et BBYO, toutes trois surtout actives sur le continent nord-américain et ayant développé avec le temps un certain degré d'autonomie.
Le B’nai B’rith agit aussi en tant qu’organisation non gouvernementale et intervient à l’ONU, à l’Unesco, au Mercosur et au Conseil de l’Europe. L'organisation est exclusivement réservée aux israélites et comprend plus de 500 000 frères et sœurs dans une cinquantaine de pays.
Elle fut aussi fondée en réaction à l'exclusion des juifs des loges maçonniques allemandes à cette époque.
Entre le 9 et 11 mars 1977, son siège est l'une trois cibles d'une prise d'otages par une faction dissidente de la Nation de l'Islam avec la Mairie de Washington et le Centre islamique de Washington

## Actions
En plus de ses activités caritatives, le B'nai B'rith soutient la politique et la pérennité de l'État d'Israël et le mouvement sioniste.
BBYO, anciennement connu comme B'nai B'rith Youth Organization, est un mouvement juif pour des étudiants et adolescents. En 2002, le mouvement s'est séparé de l'organisation des B'nai B'rith, et le groupe s'est appelé BBYO.
Le B’nai B’rith a activement apporté de l’aide aux victimes de l’ouragan Mitch, des tremblements de terre en Turquie, au Salvador et en Inde, à la population civile au Kosovo et en Asie à la suite du tsunami. Il travaille aussi sur de nombreux projets caritatifs concernant des hôpitaux pour enfants, là où son aide est acceptée.

## Dans le monde
Le B’nai B’rith est une ONG présente dans 60 pays dont 27 en Europe. Il regroupe aujourd’hui plusieurs dizaines de milliers de membres.

### Canada
La section canadienne de B'nai Brith (l'orthographe utilisée par cette section ne comporte pas d'apostrophe dans le mot Brith) a été fondée en 1875 et est la plus vieille organisation juive du pays.

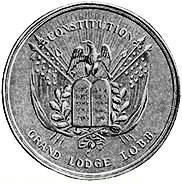
Médaille de la Constitution Grand Lodge LOBB.

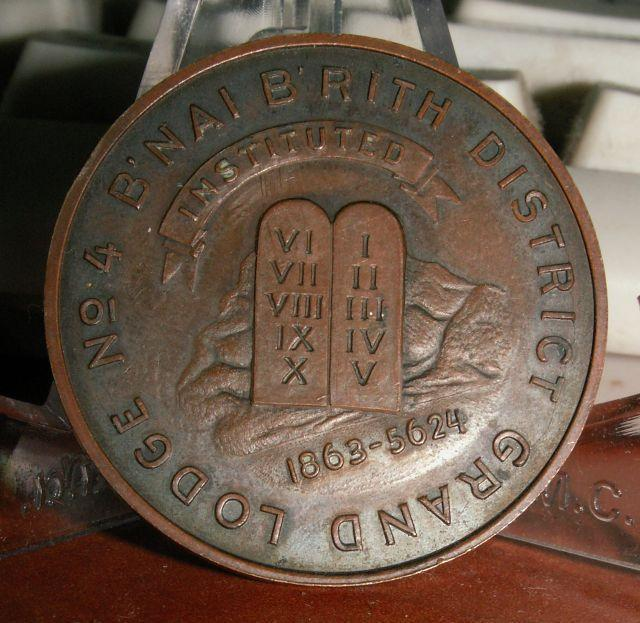
Médaille de la Grand Lodge no 4.

### France
Le B'nai B'rith France existe depuis 1932 et a son siège à Paris. Elle constitue la section la plus importante du District européen, forte d'une soixantaine de loges réparties en cinq régions :
- Île-de-France - Paris - Lille
- Grand Est
- Côte d'Azur
- Rhône-Alpes
- Provence - Midi-Pyrénées - Var

Le B'nai B'rith est membre du Conseil représentatif des institutions juives de France. Le B'nai B'rith France participe activement aux principaux événements qui concernent la vie juive en France. L'ancien président de la LICRA (1968-1993) Jean Pierre-Bloch en a été le président de 1974 à 1981. Ce dernier a remis la médaille d'or du B'nai B'rith au président du Sénat et candidat malheureux à la présidence de la République Alain Poher en 1979.
- Ses combats : lutte contre l’antisémitisme et le racisme, défense du sionisme et d'Israël, défense des Droits de l'homme, solidarité en France et à l’International, développement de la culture juive et transmission de la mémoire de l’holocauste, articles, livres, éducation, conférences et films.
- Ses actions : opérations de solidarité avec Israël, lancement des Journées Européennes de la culture et du patrimoine juifs (2014), Journée européenne de la culture juive (portes ouvertes sur le patrimoine juif), organisation d'un "Printemps des droits de l’Homme et de la fraternité", Fête des lumières contre l’obscurantisme, liaisons fraternelles avec le Collectif Agir Ensemble, Universités d’été, Salon des écrivains, Remise du prix des droits de l’Homme.

Le 22 janvier 1986, lors des forums en marge de l'assemblée générale de l'Union française des associations B'naï B'rith, l'association organisa des réunions avec des politiciens français (représentant le Parti socialiste, le Mouvement des radicaux de gauche et le Rassemblement pour la République) où ceux-ci s'engagèrent à ne passer aucune alliance avec le Front national,. Le journal de tendance nationaliste, généralement classé à l'extrême droite, Présent déplora l'engagement des partis de droite, considérant qu'il s'agissait d'un diktat qui leur était imposé. M. Jacques Chirac a d'ailleurs été décoré de la memorah le 16 février 2000 par les dirigeants de la Ligue anti-diffamation du B'nai B'rith, en présence de M. Rohatyn, ambassadeur des États-Unis en France, des sommités du Crif et du Congrès juif européen.
À la fin des années 1980, le B'nai B'rith milita pour l'adoption d'une loi visant la « condamnation de toute publication et de tout discours discriminatoire de caractère racial ou antisémite » ainsi qu'« une condamnation sévère de toute négation de l'extermination du peuple juif ». Une loi reprenant ces points fut adoptée le 13 juillet 1990 (loi Gayssot).
En France, le B'nai B'rith, composé de 63 loges, n'est pas considéré comme loge maçonnique par les trois plus grandes obédiences françaises (Grand Orient de France, Franc-Maçonnerie en Grande Loge De France et la Grande Loge Nationale Française).

### Israël
La loge francophone du B'nai B'rith à Jérusalem porte le nom de Robert Gamzon, fondateur du mouvement des Éclaireurs israélites de France (EIF) en 1923.

## Antisémitisme
D'après l'historien Nicolas Lebourg, Henry Coston a « introduit le B’nai B’rith dans l’imaginaire antisémite, dans sa presse d’avant-guerre comme dans ses publications sous Vichy ou au-delà ». En jouant sur le caractère « judéo-maçonnique et international » d'origine américaine, il s'agissait de « donner une apparence factuelle et réelle aux accusations portées par Les Protocoles des Sages de Sion » dont Coston était précisément l’éditeur durant l’entre-deux-guerres.
Il ajoute que « la première réelle mise à la mode du thème intervint avec une publication soviétique, le rapport Emilanov (1977). Ce document établit la liste des supposés juifs et francs-maçons membres du gouvernement de Jimmy Carter, puis argue que ce dernier aurait été élu sur ordre de « l’organe suprême de la confédération sioniste-maçonnique, l’ordre B’nai Brith [face auquel l'U.R.S.S. ne peut se défendre que par] la création d’un large front mondial antisémite et antimaçonnique sur le modèle des fronts antifascistes » ». Les idées développées par le rapport Emilanov « vont se retrouver chez des extrémistes de droite occidentaux ».
En France, « le geste fondamental qui a vraiment lancé le mythe du B’nai B’rith fut en fait insignifiant : la publication d’un communiqué de celui-ci dans le journal Le Monde », demandant « à la droite de tenir son engagement de ne pas s’allier avec le FN. Pour celui-ci, l’affaire devient « le diktat du B’nai B’rith », les hommes politiques de droite étant dits avoir dû prêter serment dans les loges de l’obédience. […] L’essentiel des tendances de l’extrême droite reprend cette idée et y ajoute ses propres obsessions, toutes aisément accueillies en cette figure mythique ».
Jean-Marie Le Pen affirme en 1990 au sujet des partis au pouvoir qu'ils « défèrent aux ordres du B'nai B'rith ».

## Présidents
- Isaac Dittenhoefer
- Henry Jones
- Mosely Ezekiel
- Joseph Ochs
- Julius Bien
- Henry Marcus
- Sigismund Waterman
- Benjamin Peixotto
- P. W. Frank
- Julius Bien
- Leo N. Levi
- Simon Wolf
- Adolph Kraus
- Albert Cohen
- Henry Monsky
- Frank Goldman
- Philip M. Klutznick
- Label A. Katz
- William A. Wexler
- David M. Blumberg
- Jack J. Spitzer
- Gerald Kraft
- Seymour D. Reich
- Kent E. Schiner
- Tommy P. Baer
- Richard D. Heideman
- Joel S. Kaplan
- Moishe Smith
- Dennis W. Glick
- Allan J. Jacobs
- Gary P. Saltzman

## Membre célèbre
- Sigmund Freud, B'nai B'rith de Vienne[17],[18],[19]. Il devient membre le 23 septembre 1897 de la loge Israelitische Humanitäts–Verein Wien (Association humanitaire israélite de Vienne) fondée deux ans auparavant[19], et le reste jusqu'à son émigration à Londres en 1938[20]. Jusqu'en 1905, il participe à toutes les réunions (« tenues »), et y fait au moins une intervention par an, la plupart du temps sur le thème de ses recherches en psychanalyse. Il fonda aussi dans ces années une seconde loge à Vienne, sous le nom d'« Harmonie ». Le B'nai B'rith permit à Freud de diffuser ses thèses à travers la communauté juive, ce qui lui servit de tremplin pour une diffusion au-delà par la suite[19].

## Médailles d’or du B'nai B'rith
- Simone Veil ( Médaille d'or, Washington, 1993) [21] (« Menoras d’Or » du B’nai B’rith France, Nice, 2006)[22]
- Alain Poher (Paris, 1979)[réf. nécessaire]